# Ashland City
Ashland City es un pueblo ubicado en el condado de Cheatham en el estado estadounidense de Tennessee. En el Censo de 2010 tenía una población de 4.541 habitantes y una densidad poblacional de 161,58 personas por km².

## Geografía
Ashland City se encuentra ubicado en las coordenadas 36°15′22″N 87°1′57″O / 36.25611, -87.03250. Según la Oficina del Censo de los Estados Unidos, Ashland City tiene una superficie total de 28.1 km², de la cual 26.15 km² corresponden a tierra firme y (6.95%) 1.95 km² es agua.

## Demografía
Según el censo de 2010, había 4.541 personas residiendo en Ashland City. La densidad de población era de 161,58 hab./km². De los 4.541 habitantes, Ashland City estaba compuesto por el 90.29% blancos, el 3.52% eran afroamericanos, el 0.37% eran amerindios, el 0.75% eran asiáticos, el 0.02% eran isleños del Pacífico, el 2.86% eran de otras razas y el 2.18% pertenecían a dos o más razas. Del total de la población el 5.18% eran hispanos o latinos de cualquier raza.